# عمار عثامنية
عمار عثامنية لواء جزائري عينه الرئيس عبد المجيد تبون بمنصب قائد القوات البرية الجزائرية خلفا للسعيد شنقريحة بتاريخ 10 مارس 2020، حيث كان يشتغل قائد الناحية العسكرية الخامسة.